# Колпаков, Георгий Георгиевич
Георгий Георгиевич Колпаков (18 апреля 1979, Прохладный, Кабардино-Балкарская АССР, РСФСР, СССР) — российский футболист, играл на позиции защитника.

## Клубная карьера
Является воспитанником ДЮСШ-2 «Смена» города Прохладный. С 1996 по 1997 годы играл за «Кавказкабель». В 1998 году попал в заявку «Моздока», за который играл на протяжении трёх лет. С 2003 по 2004 годы играл за казахстанский «Окжетпес». В 2005 году выступал за «Актобе-Ленто». С 2006 по 2008 годы играл за «Восток» из Усть-Каменогорска. В январе 2009 года стало известно, что Колпаков принял решение не продлевать контракт с «Востоком». В феврале 2009 года появилась информация, что он продолжит карьеру в «Ордабасы», однако тот сезон он отыграл в клубе «Кавказтрансгаз-2005». После окончания спортивной карьеры работает детским тренером «Энергетик — Юноши» из Прохладного.